# Quindulf
Quindulf (fl. 792) va ser un religiós que va ser bisbe in partibus infidelium de Salamanca.
Poques dades es tenen d'aquest bisbe. La ciutat i diòcesi de Salamanca estava ocupada en aquests moments pels musulmans, i la seu es va mantenir com a títol a la cort del regne d'Astúries, i durant aquest període poc se sap d'aquests bisbes, més enllà del nom. Segons Gil González Dávila és esmentat en una donació feta pel rei Alfons II a la catedral d'Oviedo l'any 830, amb tot el document no té cap mena de signatura d'aquest bisbe, quelcom que no contempla Bernardo Dorado, que diu que sí hi és la signatura i creu que feia diversos anys que devia ostentar que aquest prelat devia ostentar el títol, almenys des del 779. La datació és confusa, doncs un altre autor, Prudencio de Sandoval, esmenta que el 830 de l'Era Hispànica i, per tant, correspondria a l'any 792.